# Kolonia Bujniczki
Kolonia Bujniczki (do 31 grudnia 2016 Bujniczki-Kolonia – wieś w Polsce, położona w województwie łódzkim, w powiecie piotrkowskim, w gminie Gorzkowice.
| SIMC    | Nazwa       | Rodzaj               |
| ------- | ----------- | -------------------- |
| 0539762 | Kopanina    | część wsi do 2024 r. |
| 040036  | Wielki Staw | część wsi            |

W latach 1975–1998 wieś administracyjnie należała do województwa piotrkowskiego.